# Oceanites gracilis
L'uccello delle tempeste culbianco (Oceanites gracilis (Elliot, 1859)) è un uccello della famiglia Oceanitidae.

## Distribuzione e habitat
Questo uccello marino è diffuso nelle acque del versante orientale dell'oceano Pacifico, dalla Colombia e dall'Ecuador (incluse le isole Galápagos), al Perù e al Cile.

## Tassonomia
Sono note le seguenti sottospecie:
- Oceanites gracilis gracilis (Elliot, 1859)
- Oceanites gracilis galapagoensis Lowe, 1921